# 栄助寿し
栄助寿し（えいすけずし）は、かつて新潟県・山形県を中心に展開されていた回転寿司のチェーン店。新潟県新発田市に本社を置く株式会社創栄（そうえい）によって運営されてきたが、2019年1月の同社の破産に伴い全店舗が閉店した。2010年代以降はごちそう回転寿し 栄助（ごちそうかいてんずし えいすけ）の店名が用いられていた。

## 概要
日本海に面する新潟県村上市の岩船漁港および寝屋漁港から直送される新鮮な素材を活かし、やや高級寄りの価格設定で展開が行われていた。
ピーク時の2002年には新潟・山形・秋田の3県で35店舗があった。運営会社の創栄は、このほか居酒屋も展開していた。
大手低価格回転寿司チェーンの台頭などの影響を受けて業績が悪化。このため創栄は不採算店舗の閉鎖や金融機関から返済猶予を受けるなどして再建に取り組んでいたが、創栄は2019年1月15日に全店舗を閉鎖して事業を停止したと同時に、事後処理を弁護士に一任。翌1月16日に新潟地方裁判所から破産手続開始決定を受けた。そして同年12月4日に法人格が消滅した。

## 店舗
経営破綻時点では、新潟県6店舗、山形県7店舗、秋田県1店舗の計14店舗を運営していた。